# آبشار مورای

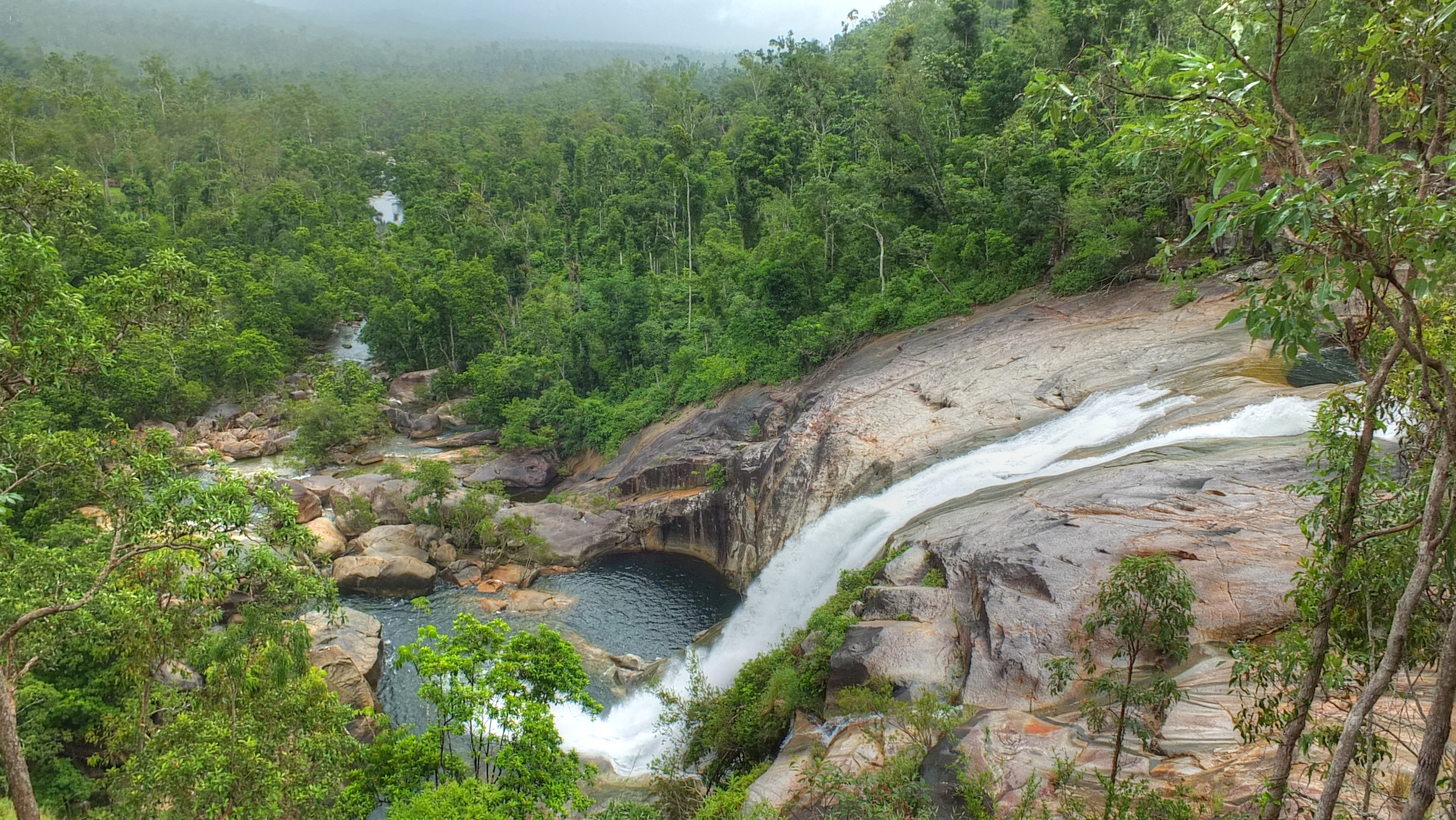
تصویری از آبشار مورای در کوئینزلند استرالیا

آبشار مورای (به انگلیسی: Murray Falls) آبشاری است که در کوئینزلند، استرالیا واقع شده و ارتفاع کلی ریزشگاه آن ۳۰ متر (۹۸ فوت) است.